# Brautsee
Der Brautsee (dänisch: Brudesø) ist ein Binnensee in Schleswig-Holstein im nordöstlichen Stadtgebiet der Stadt Schleswig, östlich des Stadtteils St. Jürgen.
Der Name des Brautsees leitet sich aus einer Sage her, nach der sich eine Bauerstochter einer Zwangsverheiratung widersetzte.
Im Westen (Seekamp) und Norden (Moldeniter Weg) reicht die Wohnbebauung sehr nahe (ca. 40 Meter) an das Ufer. Im Osten (Pionierstraße) und Süden (Johannistaler Weg) befinden sich noch landwirtschaftliche Flächen. Die Straße „Am Brautsee“ dagegen ist eine westliche und weiter vom See entferne Parallelstraße des Seekamp.
Der Brautsee ist ein Vereinsgewässer des Angelsportvereins Schleswig, mit Besatz von Hecht, Barsch, Aal, Karpfen, Schleie, Brasse, Güster, Karausche und verschiedenen anderen Weißfischarten.